# Мирон, Рами
Рами Мирон (Мерон) (ивр. רמי מירון‎; 17 января 1957, Баку, Азербайджанская ССР, СССР) —  израильский борец вольного стиля, участник Олимпийских игр 1976 года в Монреале.

## Биография
Мирон - по национальности еврей, родился в Баку, Азербайджанская ССР, СССР. Он совершил алию (иммигрировал в Израиль из Советского Союза). В 1975 году Мирон в лёгком весе финишировал 6-м на чемпионате мира среди молодёжи и 7-м на чемпионате мира. Он также стал победителем на Международном турнире по борьбе в Тель-Авиве в 1975 году и был удостоен награды «Спортсмен года» израильской газетой «Маарив». В июле 1976 года в возрасте 19 лет он представлял Израиль на летних Олимпийских играх 1976 в Монреале, в первом раунде выиграл у Рональда Джозефа из Виргинских Островов, после чего одолел Леннарта Люнделла из Швеции, в третьем раунде уступил венгру Яношу Кочишу, после чего выиграл у австралийца Жигмонда Келевица, в пятом раунде уступил Павлу Пинигину из СССР, в итоге занял 7 место. В 1977 году Мирон занял 4-е место на чемпионате мира.

## Спортивные результаты
- Олимпийские игры 1976 — 7;